# Michael Aloni
Pour les articles homonymes, voir Aloni.
Michael Aloni (en hébreu : מיכאל אלוני), né le 30 janvier 1984 à Tel Aviv (Israël), est un acteur, réalisateur, scénariste et présentateur de télévision israélien.

## Biographie
Michael Aloni naît à Tel Aviv d'une mère avocate et d'un père comptable. Pendant son service militaire dans les Forces de défense israéliennes, il sert dans le programme de formation du Corps éducatif du Marva.
Il étudie le théâtre au Nissan Nativ Acting Studio entre 2006 et 2009 et apparait dans plusieurs campagnes publicitaires en tant que mannequin.
Il est connu pour avoir joué dans Shtisel, Out in the Dark (Alata) et dans la série When Heroes Fly (2017-2018) produite par Keshetet qui, en avril 2018, a remporté le prix de la meilleure série au festival Canneséries.
Il joue le rôle d'un policier dans la série Our boys.
C'est également lui qui tient le rôle principal masculin dans La belle de Jérusalem.
Aloni anime également l'émission de télé-réalité populaire The Voice Israel.

## Filmographie

### Cinéma
- 2006 : Out of Sight : Tomer le sauveteur
- 2009 : Ruin : Ben
- 2010 : Infiltration : Benny
- 2011 : Le Policier : Nathanael
- 2012 : Keshet Beanan
- 2012 : Alata : Roy Schaffer
- 2013 : A Place in Heaven : Frenchie
- 2014 : Keep it Cool : Uri
- 2016 : Antenna
- 2016 : Lucid
- 2017 : And Then She Arrived : Dan
- 2018 : Vierges : Journaliste
- 2019 : Happy Times : Michael
- 2021 : Plan A des Frères Paz, Doron et Yoav : Michael

### Télévision
- 2005-2007 : HaShminiya : Adam Halevi
- 2006 : Ha-Alufa : Eddy Franco
- 2013-2020 : Shtisel : Akiva Shtisel
- 2014 : Shovrei Galim : Noam
- 2017 : Naor's Friends : Raz Hita
- 2017 : Metim LeRega : Lev Alexander
- 2018 : When Heroes Fly : Dotan 'Himler' Friedman
- 2019 :  Our Boys : Itzik
- 2019 : Le poison de la vengeance : Michael
- 2019-2020 : Greenhouse Academy : Le Client / Jason Osmond (version alter ego)
- 2021 :  La Belle de Jérusalem : Gabriel Ermoza